# Кале (Жалец)
Кале (словен. Kale) је насељено место у општини Жалец, Савињска регија, Словенија.

## Историја
До територијалне реорганизације у Словенији биле су у саставу старе општине Жалец.

## Становништво
У попису становништва из 2011. године, Кале су имале 120 становника.
| Број становника према пописима | Број становника према пописима | Број становника према пописима |
| ------------------------------ | ------------------------------ | ------------------------------ |
| 1991                           | 2002                           | 2011                           |
| 122                            | 168                            | 120                            |

Напомена: Године 2003. смањен за део насеља који је проглашен за ново самостално насеље Грче.